# نیتروناتریت
نیتروناتریت  (به انگلیسی: Nitronatrite) با فرمول شیمیایی NaNO3 از مجموعه کانی هاست و دارای شکستگی صدفی. محلول در آب از ترکیب شیمیایی آن گرفته شده‌است. به راحتی ذوب می‌شود. محلول در آب Na2O:۳۶٫۵٪ N2O۵:۶۳٫۵٪ از نظر شکل بلور: رومبوئدر، رنگ: سفید - خاکستری - قهوه‌ای - قرمز زرد، شفافیت: نیمه شفاف، شکستگی: صدفی، رخ: کامل - مطابق باسطح، سیستم تبلور: تری کلینیک و در رده‌بندی نیترات است و منشأ تشکیل آن رسوبی است.
همایند کانی‌شناسی (پارانژ) آن - ژیپس- میرابلیت- هالیت است
کاربرد آن: در متالورژی و کود، از نظر ژیزمان بلوری - متراکم - دانه‌ای تقریباًَ کمیاب است و بیشتر در شیلی و روسیه یافت می‌شود.